# شبه‌نهنگ تک‌شاخ
خُتو یا ناروال (به انگلیسی: Narwhal) پستانداری آبزی است از راستهٔ آب‌بازسانان خانواده تک‌دندانان (Monodontidae)؛ عضو دیگر این خانواده نهنگ سفید است. فرهنگستان زبان فارسی در توصیف این جانور «شبه‌نهنگ تک‌شاخ» را پیشنهاد کرده که یک ترجمه تحت‌اللفظی توصیفی از بخشی از نام علمی آن (یعنی Monodon monoceros) است و نه نامی رواج‌پذیر برای یک گونه از جانداران.
این پستاندار دریایی متعلق به گروه نهنگ‌های دندان‌دار است و در آب‌های سرد قطبی زندگی می‌کند. ختوی سر کوچک و پیشانی مدور دارد که فاقد پوزه و بالهٔ پشتی است و بااینکه فاقد دندان است از نهنگ‌های دندان‌دار به‌شمار می‌آید. عجیب‌ترین مشخصهٔ شبه‌نهنگ‌های تک‌شاخ، عاج (دندان) پیچ خوردهٔ نیزه مانند بلند آنهاست که فقط در جنس نر مشاهده می‌گردد.
به دلیل وجود باور کهن به تکشاخ درمیان اروپاییان و تشابه عاج خُتو به شاخ این موجود افسانه‌ای، شبه‌نهنگ‌های تک‌شاخ در معرض صید بی‌رویه قرار داشتند. کمیاب بودن این جانور و دوری محل زندگی آن‌ها بر باورهای مربوط به تک‌شاخ بودنشان تأثیر زیادی گذاشته است. نهنگ‌های تک شاخ یکی از کمیاب‌ترین جانوران جهان است.

## نام و رده‌بندی
ختو، ماهی زال، قوقی و کرگدن دریایی نام‌های این جاندار در فارسی هستند. این جاندار توسط لینه، در کتاب خود با نام «سیستما ناتوره» رده‌بندی و شناسایی شد. نام «ناروال» تشکیل شده از دو بخش «نار»، به معنای جسد در زبان نروژی کهن، و «وال» به معنای صفحه شاخی در زبان نروژی است. نام دوجمله‌ای این جانور (Monodon monoceros) نیز از زبان یونانی گرفته شده است و به معنای «تک‌ندانِ تک‌شاخ» می‌باشد.

## ویژگی‌ها

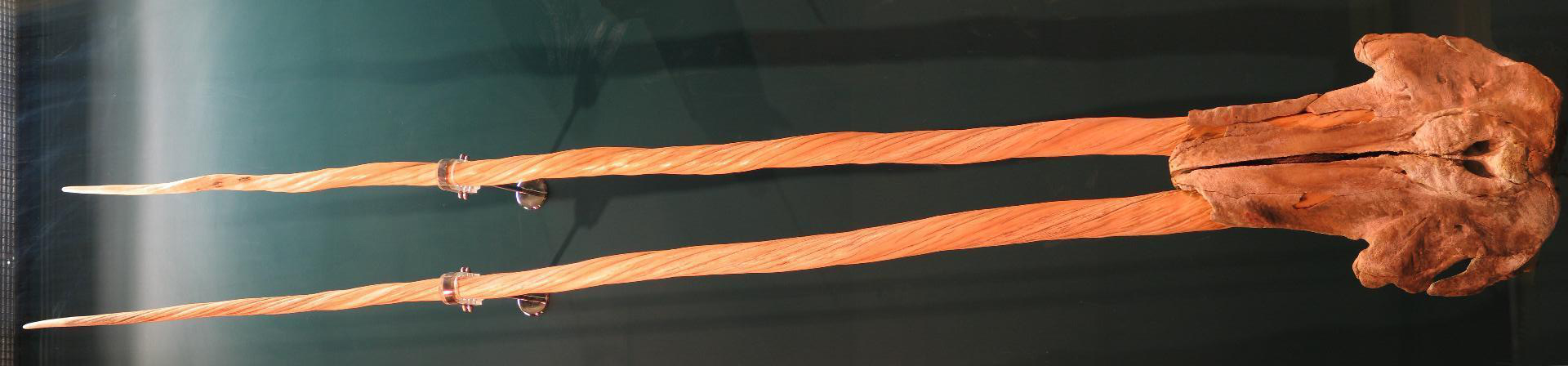
جمجمهٔ ختو با دو عاج، همان‌طور که در موزه جانورشناسی در هامبورگ آلمان دیده می‌شود. در شهریور ۱۳۸۳ توسط Sönke Behrends عکس گرفته شد. این جمجمه در سال ۱۶۸۴ میلادی به هامبورگ آورده شد و متعلق به گونهٔ مادهٔ این نهنگ است. توضیحات آلمانی ارائه شده توسط موزه به این صورت ترجمه می‌شود: "دندان راست همچنین می‌تواند در موارد بسیار نادری به عاج تبدیل شود، همان‌طور که توسط ۱۲ جمجمه جمع‌آوری شده توسط موزه‌های مختلف در طول ۳۰۰ سال گذشته ثابت شده.

طول بدن و سر، بی در نظر گرفتن عاج، میان ۳۶۰ تا ۶۲۰ سانتی‌متر است. وزن میانگین در نرها ۱٬۶۰۰ کیلوگرم و در ماده‌ها ۹۰۰ کیلوگرم است. نزدیک به یک سوم وزن بدن چربی است.
رنگ بدن با بالا رفتن سن کم‌رنگ می‌شود. رنگ بخش‌هایی بالایی بدن بالغ‌ها قهوه‌ای یا خاکستری تیره است و بخش زیرین بدن سفید. خال‌های متعددی نیز بر روی پوست وجود دارند. سر به نسبت کوچک و پوزه ضخیم است. شبه‌نهنگ تک‌شاخ باله پشتی ندارد.
تنها دو دندان در دهان این جانور وجود دارند که هر دو در فک بالا هستنند. در ماده‌ها، دندان‌ها معمولاً کارایی ندارند و درون استخوان می‌مانند. در نرها دندان سمت راست در استخوان می‌ماند اما دندان چپ به جلو می‌آید و با الگویی پادساعت‌گرد همچون عاجی بلند و دراز به دور خود می‌گردد. عاج میان یک سوم تا نیمی از طول بدن را دارد و وزن آن گاه به ۱۰ کیلوگرم می‌رسد. در بعضی موارد نادر، دندان سمت راست نیز همانند چپی دراز می‌شود ولی در هر دو صورت عاج‌ها پادساعت‌گرد به دور خود می‌گردند.

## گستره
ختو در مناطق گسترده‌ای از قطب شمال یافت می‌شود، به ویژه در شمال شرقی کانادا، گرینلند، دریای بارنتز در °۸۵–۶۵ شمالی.
این جانوران به ندرت در آب‌های روسیه، سیبری، بخش غربی کانادا در قطب شمال نیز دیده شده‌اند.
احتمال دارد جمعیت آن‌ها بیش از ۵۰٬۰۰۰ عدد باشد که ۳۵٬۰۰۰ تای آن در خلیج بافین وجود داشته باشند.